# Thighpaulsandra
Thighpaulsandra - né Timothy Lewis à Pontypridd (Pays de Galles) - est un artiste composant de la musique électronique d'influence progressive.

## Discographie
- Some Head EP - (2000)
- I, Thighpaulsandra - (2001)
- The Michel Publicity Window E.P. - (2001)
- Double Vulgar - (2003)
- Rape Scene - (2004)
- Double Vulgar II - (2005)
- Chamber Music - (2005)
- The Lepore Extrusion - (2006)
- The Clisto E.P. - (2007)

### Articles
- Coil
- Spiritualized

### Liens
- http://www.thighpaulsandra.co.uk/biography.html
- (en) « Thighpaulsandra » (fiche artiste), sur Discogs